# Joselpho Barnes
Pour les articles homonymes, voir Barnes.
Joselpho Barnes, né le 12 décembre 2001 à Oberhausen en Allemagne, est un footballeur ghanéen qui joue au poste d'attaquant.

## Biographie
Barnes est né à Oberhausen en Rhénanie-du-Nord-Westphalie,, Joselpho est le fils de l'international ghanéen Sebastian Barnes (en).

### Carrière en club
Arrivé au Schalke 04 en 2016, en provenance du SC Fortuna Cologne, Barnes intègre l'équipe réserve du club rhénan avant la saison 2020-2021.
Il fait ses débuts avec l'équipe le 23 janvier 2021 contre le Rot-Weiss Oberhausen en Regionalliga Ouest.
Mais en fin de saison — bien qu'il se soit imposé dans l'équipe reserve — le club rhénan ne propose pas à Barnes de contrat sur le long terme au jeune joueur, et il décide ainsi de chercher une autre équipe. Annoncé comme ayant des opportunités de jouer en Suisse, en Autriche ou au Danemark, c'est finalement le club letton du Riga FC qu'il rejoint à l'automne 2021.

### Carrière en sélection
International avec les moins de 20 ans du Ghana, il prend part à la CAN de la catégorie en 2021. Dès le premier match de la compétition il est titulaire et buteur lors de la victoire 4-0 des siens contre la Tanzanie,, son équipe battant la Gambie en demi, puis s'imposant en finale face à l'Ouganda,,.
Barnes est titulaire lors des trois premières rencontres de son équipe en poule, entrant en jeu lors des deux matchs suivants, mais restant toutefois sur le banc lors de la finale.

## Palmarès
| Ghana -20 ans - Coupe d'Afrique des nations : - Vainqueur : 2021. |